# Anaplecta basalis
Anaplecta basalis är en kackerlacksart som beskrevs av Bei-Bienko 1969. Anaplecta basalis ingår i släktet Anaplecta och familjen småkackerlackor. Inga underarter finns listade i Catalogue of Life.